# Ogassa
Ogassa é um município da Espanha na comarca de Ripollès, província de Girona, comunidade autónoma da Catalunha. Tem 45,2 km² de área e em 2021 tinha 240 habitantes (densidade: 5,3 hab./km²).

## Demografia
| Variação demográfica do município entre 1991 e 2004[carece de fontes?] | Variação demográfica do município entre 1991 e 2004[carece de fontes?] | Variação demográfica do município entre 1991 e 2004[carece de fontes?] | Variação demográfica do município entre 1991 e 2004[carece de fontes?] |
| ---------------------------------------------------------------------- | ---------------------------------------------------------------------- | ---------------------------------------------------------------------- | ---------------------------------------------------------------------- |
| 1991                                                                   | 1996                                                                   | 2001                                                                   | 2004                                                                   |
| 256                                                                    | 245                                                                    | 256                                                                    | 260                                                                    |